# Questão armênia
A "Questão armênia" é um termo utilizado na história da Europa que tornou-se lugar comum entre os círculos diplomáticos e na imprensa popular após o Congresso de Berlim, e, tal como a Questão Oriental, refere-se ao envolvimento das potências da Europa nos assuntos armênios do Império Otomano iniciando com a Guerra russo-turca de 1877–1878. No entanto, em termos específicos, a Questão Armênia se refere à proteção e liberdade dos armênios de suas comunidades vizinhas.   A "questão armênia", explica os quarenta anos de história da Armênia otomana, no contexto político inglês, alemão e russo entre 1877 e 1914.
A "Questão Armênia", como a "Questão Oriental", continuou a ser um fator (causa) na política internacional, primeiro com a Grã-Bretanha e Alemanha, depois a Rússia assumindo o papel de protetor dos armênios otomanos.

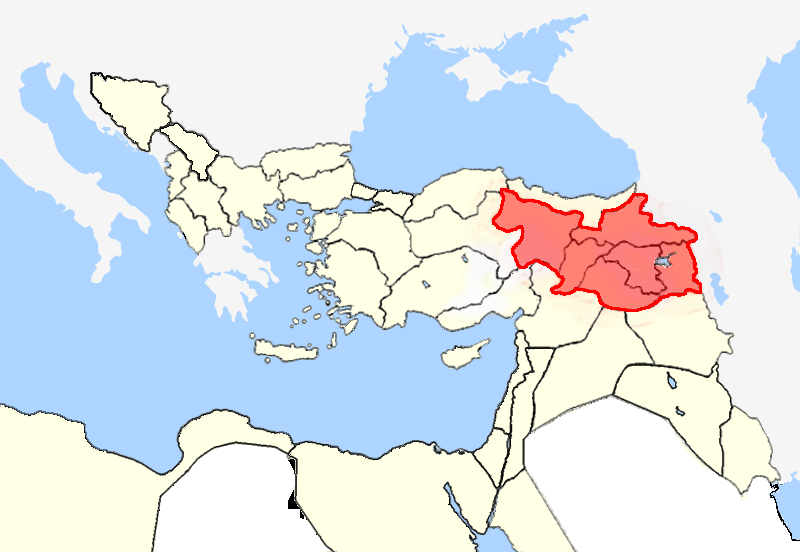
Seis províncias armênias.

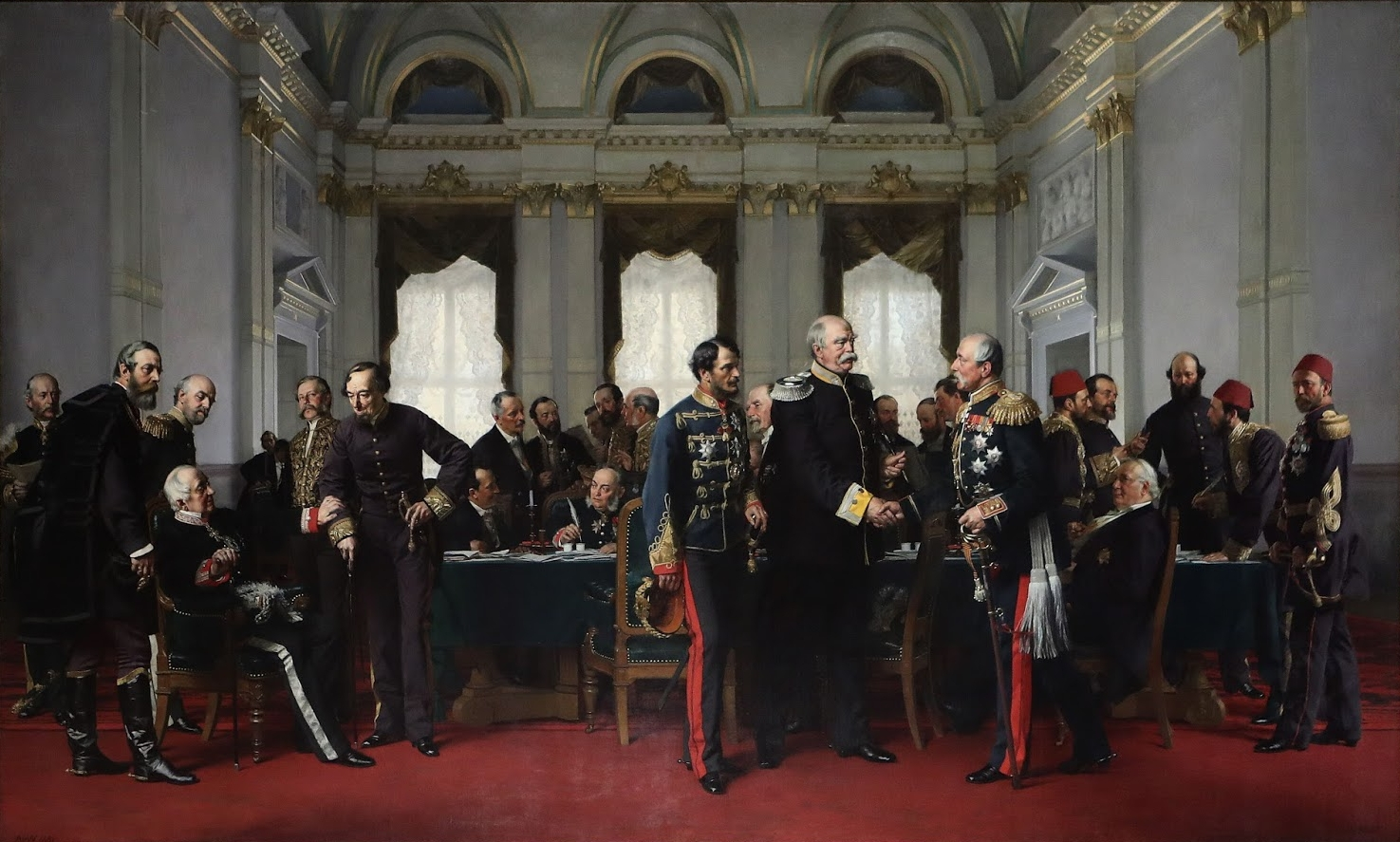
Congresso de Berlim

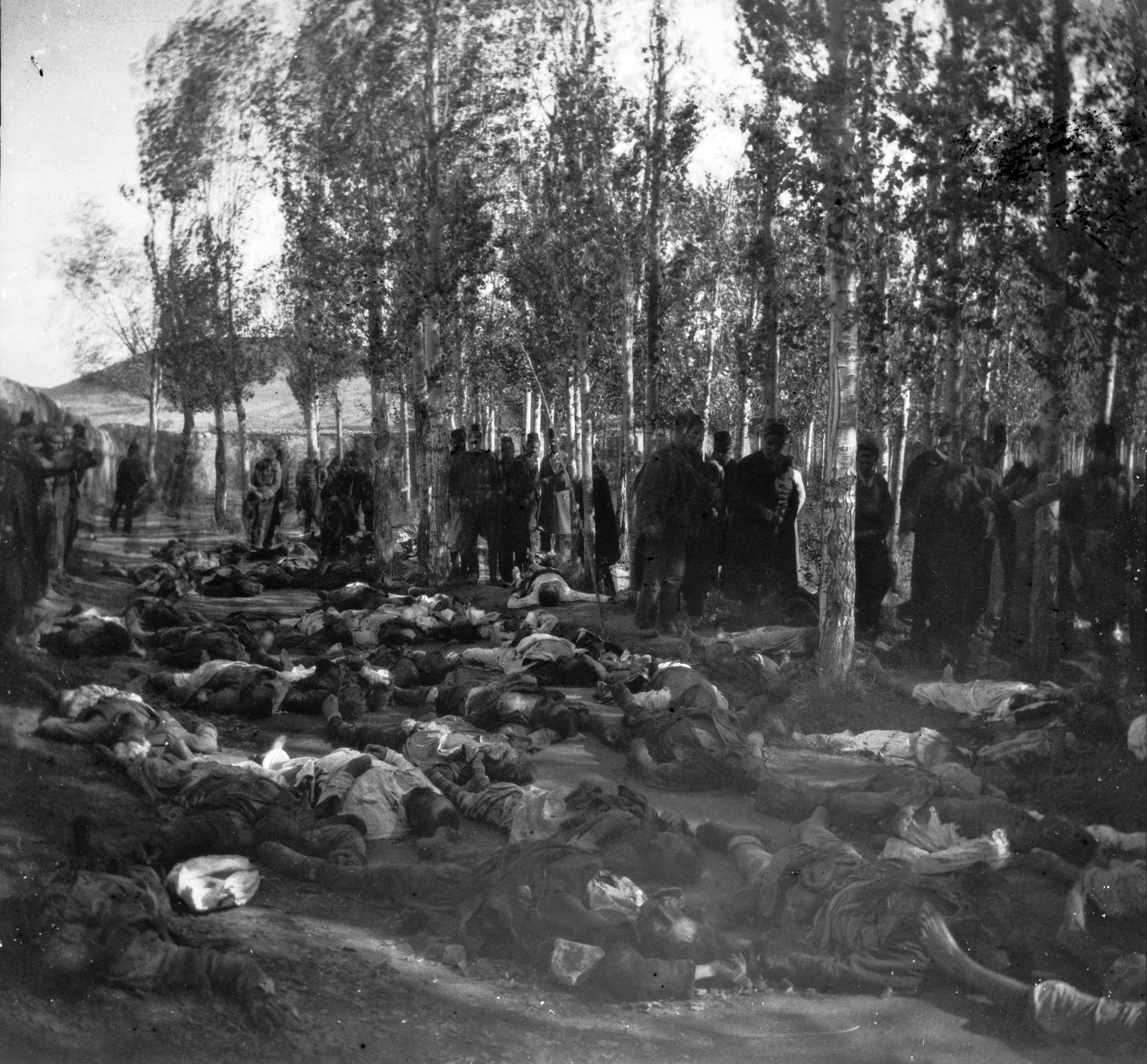
Massacres de armênios em Erzurum, 1895

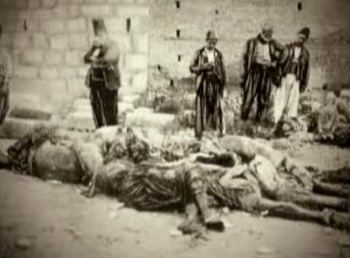
Massacres de armênios em Adana, 1908

## Origem
Durante o século XVIII, o Império Otomano sustentava extensas perdas territoriais (ver:Declínio do Império Otomano) e as nacionalidades dos Balcãs, auxiliadas pela diplomacia e por armas europeias iniciaram a sua luta por libertação.   A maioria dos armênios viviam nas províncias que faziam fronteira com a Rússia, e não a outros países europeus. A Rússia tornou-se cada vez mais envolvida nos assuntos otomanos usando as "capitulações do Império Otomano", estabelecidas após a intervenção russa em 1877-1878. A Rússia ganhou controle sobre grande parte da Armênia, e se tornou uma liderança dos armênios no Império Otomano (cláusula de protetorado). A Rússia também foi instrumental na obtenção da independência da Romênia e da Sérvia. Iniciando-se com o Congresso de Berlim, a Questão Armênia tornou-se um fator crucial, em que, por vezes, a Rússia teve de recuar, como resultado da pressão inglesa e alemã, ou vice-versa.

## Ver Também
- Massacres hamidianos
- Campanha do Cáucaso
- Genocídio Armênio